# Рассказов, Павел Петрович
Па́вел Петро́вич Расска́зов (12 сентября 1892, г. Онега Архангельской губернии — 4 февраля 1922, Архангельск) — российский и советский литератор, журналист, драматург, революционер, профсоюзный деятель.

## Биография
Родился 12 сентября 1892 в г. Онега Архангельской губернии. Родители: Пётр Евлампиевич Рассказов, мещанин, судовладелец, моряк-промышленник; Елизавета Степановна Рассказова (Мелехова), крестьянка. В Онеге сохранился построенный его отцом дом, которому присвоен статус исторического и архитектурного памятника регионального значения («Дом Рассказовых»). Братья и сёстры: Дмитрий (29.01.1902—29.01.1943, поэт, журналист, погиб в бою во время Великой Отечественной войны), Клавдия, Лидия.
После окончания Онежского городского училища в 14 лет Рассказов поступил конторщиком на лесопильный завод в с. Устье Вологодской губернии. В 1914 году переходит в пароходное общество «Енисей», затем работает в речных учреждениях Министерства путей сообщения постовым старшиной и начальником судоходных постов на Северной Двине. Во время Февральской революции 1917 года организует профсоюз речников-путейцев и становится его председателем. Осенью 1917 года вместе с родственным союзом речников-судоходцев организует забастовку, которая увенчалась успехом. Затем Рассказов способствует слиянию этих двух профсоюзов в «Союз Водников» и организует газету «Голос северного судоходца» (орган Северного областного комитета работников водного транспорта, издавалась с января по июнь 1918), редактором которой становится; председательствует на 1-м областном объединённом съезде водников Северной области; становится членом и затем председателем комиссии по национализации в Архангельской губернии торгового флота и пароходных предприятий. В это время он также занимается литературной деятельностью.
Во время интервенции государств Антанты на севере России в начале высадки войск интервентов 2 августа 1918 в Архангельске Рассказов не успел эвакуироваться и 5 августа был арестован. Пробыв некоторое время в губернской тюрьме, Рассказов был 23 августа отправлен вместе с другими политзаключёнными и военнопленными в только что созданный концентрационный лагерь на острове Мудьюг в Белом море, в 60 км от Архангельска. О пребывании в тюрьме, лагере и во французском плену Рассказов впоследствии написал книгу «Записки заключённого», которая была опубликована в 1928 году, через 6 лет после его смерти, и выдержала несколько переизданий. Через три месяца пребывания в лагере Рассказов тяжело заболел и был возвращён в губернскую тюрьму.
До суда некоторое время находился на свободе, будучи выпущен на поруки.
19 июля 1919 года предстал перед военно-окружным судом Северной области, был осуждён по ч.2 ст.102 Уголовного уложения на 10 лет каторжных работ «за принадлежность к преступному сообществу, именующему себя Российская Социалистическая Федеративная Советская Республика». Для отбывания наказания 12 августа 1919 вновь отправлен на Мудьюг (этот лагерь, в котором с 23 августа 1918 по 29 мая 1919 содержали военнопленных и политзаключённых, был с 22 июня 1919 года преобразован в каторжную тюрьму). 15 сентября участвовал в восстании 400 заключённых Мудьюга, из которых 53 смогли бежать, 11 погибли, 13 были расстреляны. 24 сентября 1919 был переведён в губернскую тюрьму, на следующий день отправлен во Францию на крейсере «Condé» в числе 29 заложников, большинство из которых было активными сторонниками Советской власти: члены Архангельского губисполкома, горисполкомов и волостных исполкомов, военнопленные красноармейцы и моряки и т. п., для обмена в будущем на французских офицеров, находящихся в плену в Советской России.
Во Франции заключённые содержались в тюрьме г. Рен в одиночных камерах. Ввиду плохих условий содержания, Рассказов организовал голодовку русских заключённых, начавшуюся 9 декабря 1919, был избран в стачечный комитет из 4 человек. 14 февраля 1920 года пленников на пароходе «Император Александр III» перевезли на остров Груа вблизи г. Лорьян и поместили в форте Сюрвиль, где их положение значительно улучшилось. 17 июля 1920 года пленников перевезли в Лорьян и отправили по железной дороге в Марсель, откуда на пароходе «Батавия» они были доставлены в Стамбул, где два месяца просидели в концентрационном лагере, пока французское и советское правительства вели переговоры об обмене пленных.
26 сентября 1920 вместе с остальными заложниками Рассказов на пароходе «Батавия» был доставлен в Одессу. После возвращения в Советскую Россию работал секретарём архангельского Райкомвода, затем (в феврале 1921) избран заместителем председателя президиума Союза Водников, зав. отделом организации производства. Внёс большой вклад в воссоздание речного флота на Севере. Одновременно был сотрудником газеты «Трудовой Север», писал литературные очерки, пьесы. Его пьесы «Два брата» и «Счастливый день пристанского надзирателя» были поставлены местными театрами. Литературный псевдоним — П. Онегин. Им был начат «большой труд по истории белогвардейского царствования на Севере», оставшийся неоконченным. В ВКП(б) и другие партии не вступал.

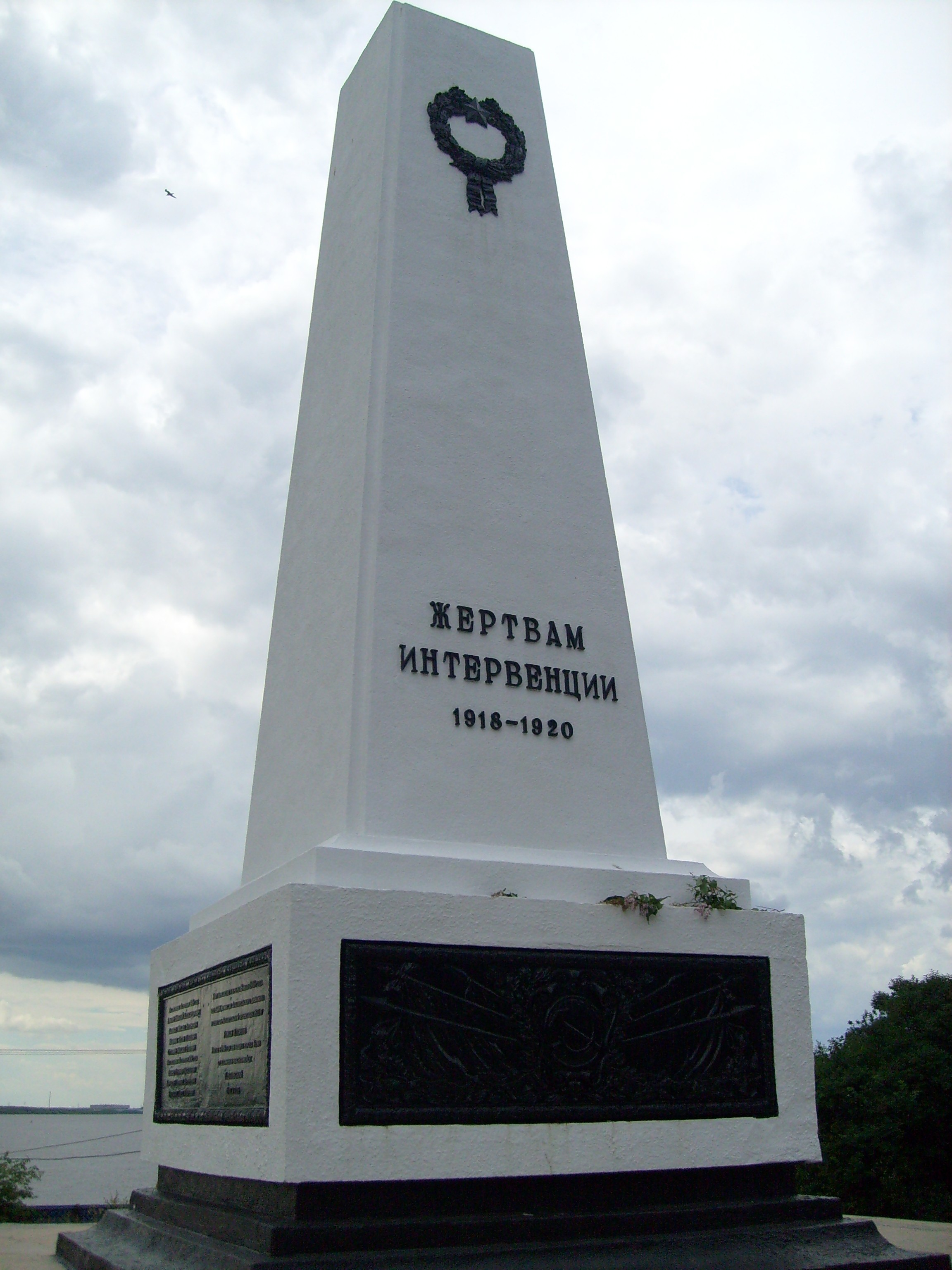
Монумент жертвам интервенции в Архангельске

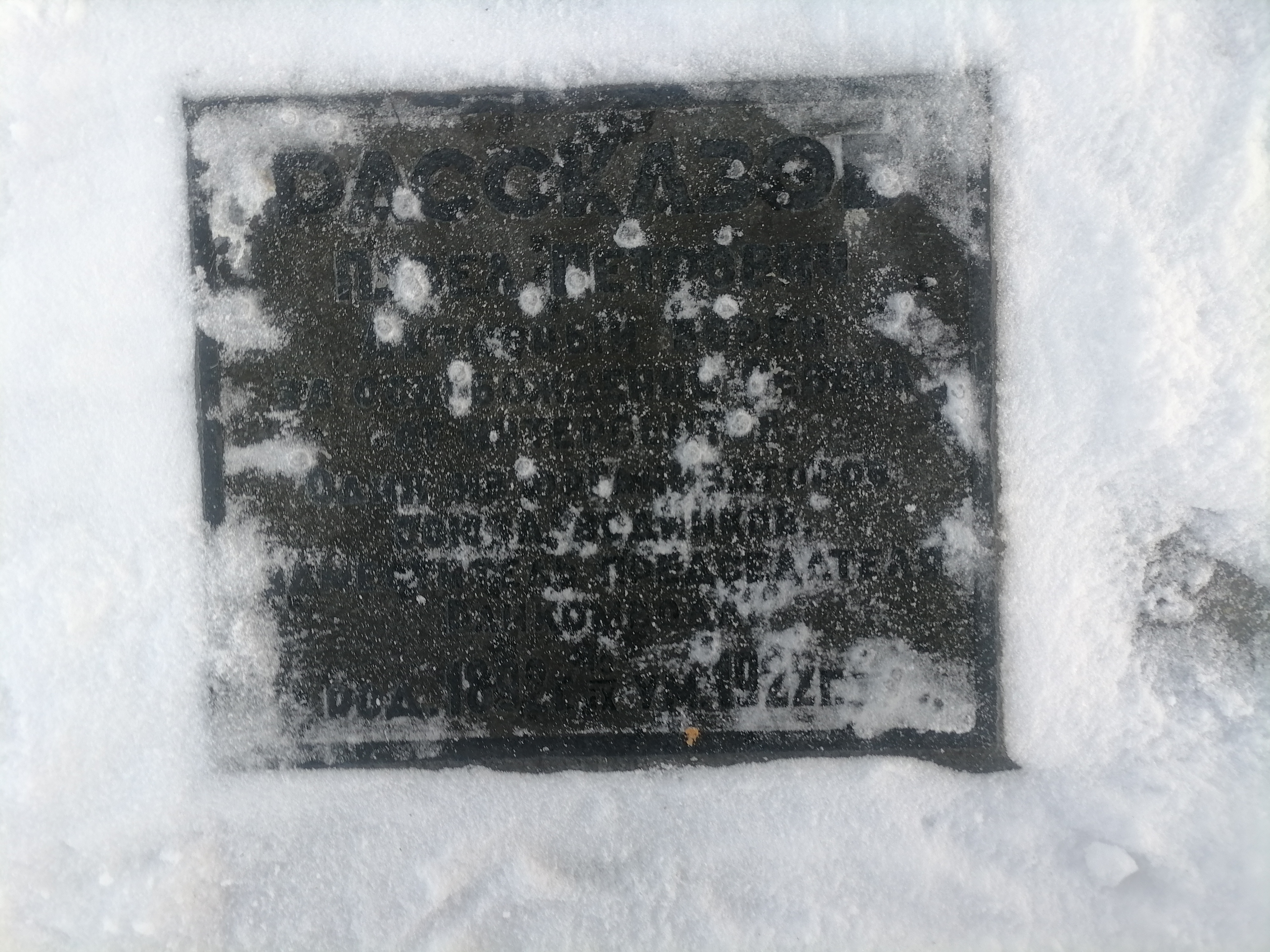
Плита на могиле Рассказова

В январе 1922 года Рассказов заболел сыпным тифом и 4 февраля умер. Похоронен в отдельной могиле вблизи братской могилы под обелиском-памятником жертвам интервенции в Архангельске на набережной Северной Двины.

## Память
- На доме в Онеге, где родился Рассказов, установлена мемориальная доска[1].